# Howald
Howald (Luxemburgs: Houwald) is een plaats in de gemeente Hesperange en het kanton Luxemburg in Luxemburg.
Howald telt 4067 inwoners (2001).
Howald ligt een paar kilometer ten zuiden van de stad Luxemburg en iets ten noorden van de plaats Hesperange. Door de plaats loopt de Luxemburgse weg 3 (route de Thionville), vroeger een belangrijke route van de stad Luxembourg naar de Franse stad Thionville.
Howald heeft een spoorstation gelegen aan de spoorlijn Luxemburg - Bettembourg. Met de komst van de tram (gepland 2023) zal dit station een belangrijk OV-knooppunt worden.